# Condado de Valdemar de Bracamonte
El condado de Valdemar de Bracamonte es un título nobiliario español creado el 19 de noviembre de 1775 por el rey Carlos III a favor de Pedro Bracamonte-Dávila y Zarzosa, Regidor perpetuo de Trujillo (Perú), miembro de una importante familia criolla de Trujillo (Perú), dedicada a la vida militar y dueña de varias haciendas.

## Condes de Valdemar de Bracamonte
|                                         | Titular                                       | Periodo                         |
| Creación por Carlos III en 1775         | Creación por Carlos III en 1775               | Creación por Carlos III en 1775 |
| --------------------------------------- | --------------------------------------------- | ------------------------------- |
| I                                       | Pedro de Bracamonte-Dávila y Zarzosa          |                                 |
| II                                      | Nicolás Casimiro de Bracamonte y López Fontao |                                 |
| III                                     | Apolinar de Bracamonte y Cacho                |                                 |
| Rehabilitación por Alfonso XIII en 1925 |                                               |                                 |
| IV                                      | Hipólito Sanchiz y Arróspide                  |                                 |
| V                                       | Hipólito Sanchiz y Núñez-Robres               |                                 |
| VI                                      | Hipólito Sanchiz y Álvarez de Toledo          |                                 |
| VII                                     | Hipólito Sanchiz y Alcaraz                    | 2022-hoy                        |

## Historia de los Condes de Valdemar de Bracamonte
- Pedro de Bracamonte-Dávila y Zarzosa, I conde de Valdemar de Bracamonte

Casó con Juana María López Fontao. Le sucedió su hijo:
- Nicolás Casimiro de Bracamonte y López Fontao, II conde de Valdemar de Bracamonte.

Casó con Josefa de Cacho y Lavalle. Le sucedió su hijo:
- Apolinar de Bracamonte y Cacho, III conde de Valdemar de Bracamonte.

Casó con Laura Jimeno y Quevedo, con sucesión. A su muerte el título quedó en suspenso, hasta que fue:

Rehabilitado en 1925 por:
- Hipólito Sanchiz y Arróspide, IV conde de Valdemar de Bracamonte.

Casó con Pilar Núñez-Robres. Le sucedió su hijo:
- Hipólito Sanchiz y Núñez-Robres (1932-2000), V conde de Valdemar de Bracamonte, XVI marqués del Vasto, V marqués de Valderas, XII marqués de La Casta.

Casó con María Soledad Álvarez de Toledo Girona. Le sucedió su hijo:
- Hipólito Sanchiz y Álvarez de Toledo (n. en 1969), VI conde de Valdemar de Bracamonte, XVII marqués del Vasto, VI marqués de Valderas y V conde de Belascoaín.

Casó con Beatriz de Alcázar y Velázquez-Duro.Sucedió su hijo, a quien cedió el título:
- Hipólito Sanchiz y Alcaraz, VII conde de Valdemar de Bracamonte.[2]